# Psyrana unicolor
Psyrana unicolor är en insektsart som först beskrevs av Karl Brunner-von Wattenwyl 1878.
Psyrana unicolor ingår i släktet Psyrana och familjen vårtbitare. Inga underarter finns listade i Catalogue of Life.